# Chrząszcze Belgii
Chrząszcze Belgii – ogół taksonów owadów z rzędu chrząszczy (Coleoptera), których występowanie stwierdzono na terenie Belgii.
Liczba gatunków chrząszczy wykazanych z Belgii wynosi około 4,5 tysiąca.

## Myxophaga

### Gałeczkowate(Sphaeriusidae)
W Belgii stwierdzono tylko jeden gatunek:
- Sphaerius acaroides

## Chrząszcze drapieżne(Adephaga)
W Belgii stwierdzono ponad 500 gatunków.

## Chrząszcze wielożerne(Polyphaga)

### Aderidae
W Belgii stwierdzono co najmniej 3 gatunki:
- Aderus populneus
- Anidorus nigrinus
- Vanonus brevicornis

### Agyrtidae
W Belgii stwierdzono co najmniej 2 gatunki:
- Agyrtes bicolor
- Agyrtes castaneus

### Balinkowate(Scydmaenidae)
W Belgii stwierdzono co najmniej 31 gatunków:

- Cephennium gallicum
- Cephennium thoracicum
- Euconnus claviger
- Euconnus denticornis
- Euconnus fimetarius
- Euconnus hirticollis
- Euconnus pubicollis
- Euconnus rutilipennis
- Euconnus wetterhallii
- Eutheia plicata
- Eutheia schaumii
- Eutheia scydmaenoides
- Microscydmus nanus
- Neuraphes angulatus
- Neuraphes elongatulus
- Neuraphes imitator
- Neuraphes plicicollis
- Neuraphes praeteritus
- Neuraphes rubicundus
- Neuraphes ruthenus
- Neuraphes talparum
- Scydmaenus perrisii
- Scydmaenus rufus
- Scydmaenus tarsatus
- Scydmoraphes helvolus
- Scydmoraphes sparshalli
- Stenichnus bicolor
- Stenichnus collaris
- Stenichnus godarti
- Stenichnus pusillus
- Stenichnus scutellaris

### Bęblikowate(Malachiidae)
W Belgii stwierdzono co najmniej 17 gatunków:

- Anthocomus bipunctatus
- Anthocomus coccineus
- Anthocomus fasciatus
- Axinotarsus marginalis
- Axinotarsus pulicarius
- Axinotarsus ruficollis
- Cerapheles terminatus
- Charopus flavipes
- Charopus pallipes
- Clanoptilus marginellus
- Clanoptilus strangulatus
- Cordylepherus viridis
- Ebaeus pedicularius
- Ebaeus thoracicus
- Malachius aeneus
- Malachius bipustulatus
- Sphinginus lobatus

### Biedronkowate(Coccinellidae)
W Belgii stwierdzono co najmniej 62 gatunki:

- Adalia bipunctata – biedronka dwukropka
- Adalia conglomerata
- Adalia decempunctata – biedronka dziesięciokropka
- Anatis ocellata – biedronka oczatka
- Anisosticta novemdecimpunctata – trzcinówka
- Aphidecta obliterata – reszka
- Calvia decemguttata – gielas dziesięcioplamek
- Calvia quatuordecimguttata – gielas czternastoplamek
- Chilocorus bipustulatus – okrajka dwuplamka
- Chilocorus renipustulatus – okrajka okrągłoplamka
- Clitostethus arcuatus
- Coccidula rufa
- Coccidula scutellata
- Coccinella hieroglyphica
- Coccinella magnifica
- Coccinella quinquepunctata – biedronka pięciokropka
- Coccinella septempunctata – biedronka siedmiokropka
- Coccinella undecimpunctata
- Coccinula quatuordecimpustulata – biedroneczka łąkowa
- Exochomus quadripustulatus – gałecznik czteroplamek
- Halyzia sedecimguttata – pokropka wysączka
- Harmonia axyridis – biedronka azjatycka
- Harmonia quadripunctata
- Henosepilachna argus
- Hippodamia septemmaculata
- Hippodamia tredecimpunctata – czerwonka trzynastokropka
- Hippodamia variegata – biedronka wieloplamka
- Hyperaspis campestris – podbierka przyleśna
- Hyperaspis pseudopustulata
- Hyperaspis reppensis
- Myrrha octodecimguttata
- Myzia oblongoguttata – biedronka bledniczka
- Nephus bipunctatus
- Nephus bisignatus
- Nephus limonii
- Nephus quadrimaculatus
- Nephus redtenbacheri
- Novius cruentatus
- Oenopia conglobata – biedronka wrzeciążeczka
- Oenopia impustulata
- Parexochomus nigromaculatus
- Platynaspis luteorubra
- Propylea quatuordecimpunctata – wrzeciążka
- Psyllobora vigintiduopunctata – biedronka mączniakówka
- Rhyzobius chrysomeloides
- Rhyzobius litura
- Scymnus abietis
- Scymnus apetzi
- Scymnus ater
- Scymnus auritus
- Scymnus ferrugatus
- Scymnus frontalis – skulik łąkowiec
- Scymnus haemorrhoidalis
- Scymnus interruptus
- Scymnus limbatus
- Scymnus mimulus
- Scymnus nigrinus
- Scymnus rubromaculatus
- Scymnus suturalis
- Sospita vigintiguttata – dołęga
- Stethorus punctillum
- Subcoccinella vigintiquatuorpunctata – owełnica lucernianka
- Tytthaspis sedecimpunctata
- Vibidia duodecimguttata – biedronka dwunastokropka

### Biphyllidae
W Belgii stwierdzono:
- Biphyllus lunatus

### Bogatkowate(Buprestidae)
W Belgii stwierdzono co najmniej 23 gatunki:

- Agrilus angustulus
- Agrilus betuleti
- Agrilus biguttatus
- Agrilus convexicollis
- Agrilus cuprescens
- Agrilus cyanescens
- Agrilus laticornis
- Agrilus olivicolor
- Agrilus pratensis
- Agrilus sinuatus
- Agrilus subauratus
- Agrilus sulcicollis
- Agrilus viridis
- Anthaxia manca
- Anthaxia nitidula – kwietniczek dwojaczek
- Anthaxia quadripunctata – kwietniczek czterokropek
- Anthaxia salicis
- Aphanisticus emarginatus
- Aphanisticus pusillus
- Chrysobothris affinis – zrąbień dębowiec
- Melanophila acuminata
- Trachys minuta – pozornik malutki
- Trachys troglodytes

### Bolboceratidae
W Belgii stwierdzono 1 gatunek:
- Odonteus armiger

### Bothrideridae
W Belgii stwierdzono co najmniej 3 gatunki:
- Anommatus duodecimstriatus
- Oxylaemus cylindricus
- Teredus cylindricus

### Cerophytidae
W Belgii stwierdzono 1 gatunek:
- Cerophytum elateroides

### Cerylonidae
W Belgii stwierdzono co najmniej 5 gatunków:
- Cerylon deplanatum
- Cerylon fagi
- Cerylon ferrugineum
- Cerylon histeroides
- Cerylon impressum

### Clambidae
W Belgii stwierdzono co najmniej 5 gatunków:
- Calyptomerus dubius
- Clambus armadillo
- Clambus minutus
- Clambus pubescens
- Clambus punctulum

### Corylophidae
W Belgii stwierdzono co najmniej 10 gatunków:
- Corylophus cassidoides
- Orthoperus atomarius
- Orthoperus atomus
- Orthoperus brunnipes
- Orthoperus nigrescens
- Orthoperus pilosiusculus
- Orthoperus punctulatus
- Sacium nanum
- Sacium pusillum
- Sericoderus lateralis

### Czarnuchowate(Tenebrionidae)
W Belgii stwierdzono co najmniej 46 gatunków:

- Allecula morio
- Alphitobius diaperinus – pleśniakowiec lśniący
- Alphitobius laevigatus
- Alphitophagus bifasciatus
- Blaps lethifera
- Blaps mortisaga – pokątnik złowieszczek
- Blaps mucronata
- Corticeus bicolor – korosz dwubarwny
- Corticeus fraxini
- Corticeus linearis
- Corticeus unicolor – korosz jednobarwny
- Crypticus quisquilius – zamroczek gładki
- Cteniopus sulphureus – grzebyczak żółtawy
- Diaperis boleti – borzewka
- Eledona agricola
- Gnatocerus cornutus – rogatek spichrzowy
- Gonodera luperus – leputa podleśna
- Helops coeruleus
- Hymenalia rufipes
- Isomira murina
- Lagria atripes
- Lagria hirta – omięk
- Melanimon tibialis – mrzygłodek czarnuch
- Mycetochara axillaris
- Mycetochara humeralis
- Mycetochara linearis
- Myrmechixenus subterraneus
- Myrmechixenus vaporariorum
- Nalassus laevioctostriatus
- Opatrum sabulosum – omrzel piaskowy
- Palorus depressus
- Palorus ratzeburgii – otrębowiec ślepawy
- Pentaphyllus testaceus
- Phaleria cadaverina
- Phylan gibbus
- Platydema violacea – zaklęsek błyszczący
- Prionychus ater
- Prionychus melanarius
- Pseudocistela ceramboides
- Scaphidema metallica
- Tenebrio molitor – mącznik młynarek
- Tenebrio obscurus
- Tribolium castaneum – trojszyk gryzący
- Tribolium confusum – trojszyk ulec
- Tribolium destructor – trojszyk większy
- Xanthomus pallidus

### Czerwikowate(Ciidae)
W Belgii stwierdzono co najmniej 19 gatunków:

- Cis bidentatus
- Cis boleti
- Cis comptus
- Cis fagi
- Cis hispidus
- Cis micans
- Cis nitidus
- Cis punctulatus
- Cis rugulosus
- Cis setiger
- Ennearthron cornutum
- Octotemnus glabriculus
- Orthocis alni
- Orthocis coluber
- Orthocis festivus
- Orthocis pygmaeus
- Orthocis vestitus
- Sulcacis affinis
- Sulcacis fronticornis

### Dasytidae
W Belgii stwierdzono co najmniej 11 gatunków:
- Aplocnemus impressus
- Aplocnemus nigricornis
- Danacea nigritarsis
- Dasytes aerosus
- Dasytes cyaneus
- Dasytes niger
- Dasytes plumbeus
- Dasytes virens
- Dolichosoma lineare
- Psilothrix viridicoeruleus
- Trichoceble floralis

### Derodontidae
W Belgii stwierdzono co najmniej 1 gatunek:
- Laricobius erichsonii

### Drwionkowate(Lymexylidae)
W Belgii stwierdzono co najmniej 2 gatunki:
- Hylecoetus dermestoides – rytel pospolity
- Lymexylon navale – drwionek okrętowiec

### Dryophthoridae
W Belgii stwierdzono:
- Sitophilus granarius – wołek zbożowy
- Sitophilus oryzae – wołek ryżowy

### Dzierożnicowate(Dryopidae)
W Belgii stwierdzono co najmniej 10 gatunków:
- Dryops anglicanus
- Dryops auriculatus
- Dryops ernesti
- Dryops griseus
- Dryops luridus
- Dryops nitidulus
- Dryops similaris
- Dryops striatellus
- Dryops viennensis
- Pomatinus substriatus

### Erirhinidae
W Belgii stwierdzono co najmniej 11 gatunków:
- Grypus brunnirostris
- Grypus equiseti
- Notaris acridulus
- Notaris bimaculatus
- Notaris scirpi
- Procas armillatus
- Stenopelmus rufinasus
- Tanysphyrus lemnae
- Thryogenes atrirostris
- Thryogenes festucae
- Thryogenes nereis
- Thryogenes scirrhosus

### Eucinetidae
W Belgii stwierdzono co najmniej 2 gatunki:
- Eucinetus haemorrhoidalis
- Eucinetus meridionalis

### Georissidae
W Belgii stwierdzono 1 gatunek:
- Georissus crenulatus

### Gnilikowate(Histeridae)
W Belgii stwierdzono co najmniej 62 gatunki.

### Gnojarzowate(Geotrupidae)
W Belgii stwierdzono 7 gatunków:
- Anoplotrupes stercorosus – żuk leśny
- Geotrupes mutator – żuk zmienny
- Geotrupes niger
- Geotrupes spiniger – żuk pastwiskowy
- Geotrupes stercorarius – żuk gnojowy
- Trypocopris vernalis – żuk wiosenny
- Typhaeus typhoeus – bycznik

### Goleńczykowate(Eucnemidae)
W Belgii stwierdzono co najmniej 7 gatunków:
- Dirhagus lepidus
- Dirhagus pygmaeus
- Eucnemis capucina
- Hylis cariniceps
- Hylis foveicollis
- Hylis olexai
- Melasis buprestoides

### Grzybinkowate(Leiodidae)
W Belgii stwierdzono kilkadziesiąt gatunków.

### Gwozdnikowate(Zopheridae)
W Belgii stwierdzono co najmniej 9 gatunków:
- Aulonium trisulcum
- Bitoma crenata
- Cicones variegatus
- Colydium elongatum
- Langelandia anophthalma
- Orthocerus clavicornis
- Synchita humeralis
- Synchita separanda

### Hydraenidae
W Belgii stwierdzono co najmniej 33 gatunków:

- Hydraena assimilis
- Hydraena belgica
- Hydraena britteni
- Hydraena excisa
- Hydraena gracilis
- Hydraena melas
- Hydraena minutissima
- Hydraena nigrita
- Hydraena palustris
- Hydraena pulchella
- Hydraena pygmaea
- Hydraena riparia
- Hydraena testacea
- Limnebius aluta
- Limnebius atomus
- Limnebius crinifer
- Limnebius nitidus
- Limnebius papposus
- Limnebius parvulus
- Limnebius truncatellus
- Ochthebius auriculatus
- Ochthebius bicolon
- Ochthebius dilatatus
- Ochthebius exaratus
- Ochthebius exsculptus
- Ochthebius gibbosus
- Ochthebius marinus
- Ochthebius metallescens
- Ochthebius minimus
- Ochthebius nanus
- Ochthebius punctatus
- Ochthebius pusillus
- Ochthebius viridis

### Hydrochidae
W Belgii stwierdzono 7 gatunków:
- Hydrochus angustatus
- Hydrochus brevis
- Hydrochus crenatus
- Hydrochus elongatus
- Hydrochus ignicollis
- Hydrochus megaphallus
- Hydrochus nitidicollis

### Jelonkowate(Lucanidae)
W Belgii stwierdzono 5 gatunków:
- Dorcus parallelipipedus – ciołek matowy
- Lucanus cervus – jelonek rogacz
- Platycerus caprea – zakliniec wiosenny
- Platycerus caraboides – zakliniec mniejszy
- Sinodendron cylindricum – kostrzeń baryłkowaty

### Kałużnicowate(Hydrophilidae)
W Belgii stwierdzono co najmniej 96 gatunków.

### Kapturnikowate(Bostrichidae)
W Belgii stwierdzono co najmniej 2 gatunki:
- Bostrichus capucinus – kapturnik kapucynek
- Xylopertha retusa

### Karmazynkowate(Lycidae)
W Belgii stwierdzono co najmniej 2 gatunki:
- Lygistopterus sanguineus
- Platycis cosnardi

### Kateretidae
W Belgii stwierdzono co najmniej 10 gatunków:
- Brachypterolus antirrhini
- Brachypterolus linariae
- Brachypterolus pulicarius
- Brachypterus fulvipes
- Brachypterus glaber
- Brachypterus urticae
- Heterhelus scutellaris
- Heterhelus solani
- Kateretes pedicularius
- Kateretes rufilabris

### Kistnikowate(Byturidae)
W Belgii stwierdzono 2 gatunki:
- Byturus ochraceus
- Byturus tomentosus – kistnik malinowiec

### Kobielatkowate(Anthribidae)
W Belgii stwierdzono co najmniej 13 gatunków:
- Anthribus nebulosus – krótkostopek miechunowy
- Allandrus undulatus
- Brachytarsus fasciatus
- Bruchela conformis
- Bruchela rufipes
- Bruchela suturalis
- Choragus sheppardi
- Dissoleucas niveirostris
- Enedreutes sepicola
- Platyrhinus resinosus
- Platystomos albinus – kobielatka korowa
- Rhaphitropis marchicus
- Tropideres albirostris – otynczak białonosy

### Kołatkowate(Ptinidae)
W Belgii stwierdzono co najmniej 48 gatunków.

### Kózkowate(Cerambycidae)
W Belgii stwierdzono co najmniej 91 gatunków:

- Acanthocinus aedilis – tycz cieśla
- Acmaeops marginatus – rozpylak sosnowy
- Agapanthia villosoviridescens – zgrzytnica zielonawa
- Alosterna tabacicolor – wiecheć płowy
- Anaesthetis testacea – rypiak gałązkowiec
- Anaglyptus mysticus – cioch wzorzysty
- Anastrangalia sanguinolenta – zmorsznik sosnowy
- Anoplodera sexguttata – zmorsznik sześcioplamek
- Arhopalus ferus – wykarczak ciemny
- Arhopalus rusticus – wykarczak sosnowy
- Arhopalus tristis
- Aromia moschata – wonnica piżmówka
- Asemum striatum – szczapówka sosnowa
- Callidium violaceum – zagwoździk fiołkowy
- Cerambyx cerdo – kozioróg dębosz
- Cerambyx scopolii – kozioróg bukowiec
- Clytus arietis – biegowiec osowaty
- Dinoptera collaris – rozpylak zwyczajny
- Ergates faber – borodziej próchnik
- Exocentrus adspersus –bierka dębowa
- Gracilia minuta – wierzbówka mała
- Grammoptera abdominalis – kruszynka dębowa
- Grammoptera ruficornis – kruszynka rdzawoczułka
- Grammoptera ustulata – kruszynka złotawa
- Hylotrupes bajulus – spuszczel pospolity
- Lamia textor – zgrzypik twardokrywka
- Leiopus nebulosus – capoń mglisty
- Leptura aethiops – zmorsznik ciemny
- Leptura quadrifasciata – baldurek pręgowany
- Mesosa nebulosa – średzinka mglista
- Molorchus minor – kurtek mniejszy
- Molorchus umbellatarum – kurtek mały
- Monochamus galloprovincialis – żerdzianka sosnówka
- Monochamus saltuarius – żerdzianka plamista
- Nathrius brevipennis – skrócik wierzbowy
- Necydalis major – kusokrywka większa
- Oberea linearis – dłużynka leszczynówka
- Oberea oculata – dłużynka dwukropkowa
- Obrium brunneum – trykoń karliczek
- Obrium cantharinum – trykoń osikowy
- Oxymirus cursor – ostrokrywka nieparka
- Pachytodes cerambyciformis – krępień górski
- Pedostrangalia revestita – strangalia czereśniowa
- Phymatodes alni – płaskowiak mały
- Phymatodes testaceus – płaskowiak zmienny
- Plagionotus arcuatus – paśnik pałączasty
- Plagionotus detritus – paśnik niszczyciel
- Pogonocherus decoratus – kozulka malutka
- Pogonocherus fasciculatus – kozulka sosnówka
- Pogonocherus hispidulus – kozulka kosmatka
- Pogonocherus hispidus – kozulka kolcokrywka
- Pogonocherus ovatus – kozulka jodłowa
- Prionus coriarius – dyląż garbarz
- Pseudovadonia livida – zmorsznik mały
- Pyrrhidium sanguineum – ściga purpurowa
- Rhagium bifasciatum – rębacz dwupaskowy
- Rhagium inquisitor – rębacz pstry
- Rhagium mordax – rębacz pniowiec
- Rhagium sycophanta – rębacz dębowiec
- Rhamnusium bicolor – szczerolotek dwubarwny
- Ropalopus clavipes – węglarek wielki
- Rutpela maculata – baldurek pstrokaty
- Saperda carcharias – rzemlik topolowiec
- Saperda octopunctata – rzemlik lipowiec
- Saperda perforata – rzemlik punktowany
- Saperda populnea – rzemlik osikowiec
- Saperda scalaris – rzemlik plamisty
- Spondylis buprestoides – kłopotek domowy
- Stenocorus meridianus – łucznik kasztanowiec
- Stenocorus quercus – łucznik dębowiec
- Stenopterus rufus – skąpokrywka rdzawa
- Stenostola dubia – obwężyn południowy
- Stenurella bifasciata – strangalia przepasana
- Stenurella melanura – strangalia czarniawa
- Stenurella nigra – strangalia czarna
- Strangalia attenuata – strangalia wysmukła
- Stromatium fulvum
- Tetropium castaneum – borówka brunatna
- Tetropium fuscum – borówka matowa
- Tetropium gabrieli – borówka modrzewiowa
- Tetrops praeustus – naśliwiec lilipucik
- Tetrops starkii – naśliwiec jesionowy
- Xylotrechus antilope – drzeworadek dębowy
- Xylotrechus arvicola – drzeworadek wzorzysty

### Kusakowate(Staphylinidae)
W Belgii stwierdzono ponad 950 gatunków.

### Laemophloeidae
W Belgii stwierdzono co najmniej 11 gatunków:
- Cryptolestes corticinus
- Cryptolestes duplicatus
- Cryptolestes ferrugineus
- Cryptolestes pusillus
- Cryptolestes spartii
- Cryptolestes turcicus
- Laemophloeus monilis
- Leptophloeus alternans
- Leptophloeus clematidis
- Notolaemus unifasciatus
- Placonotus testaceus

### Limnichidae
W Belgii stwierdzono 4 gatunki:
- Bothriophorus atomus
- Limnichus pygmaeus
- Limnichus sericeus
- Pelochares versicolor

### Łyszczynkowate(Nitidulidae)
W Belgii stwierdzono co najmniej 92 gatunki.

### Megalopodidae
W Belgii stwierdzono co najmniej 3 gatunki:
- Zeugophora flavicollis
- Zeugophora scutellaris
- Zeugophora subspinosa

### Modzelatkowate(Trogidae)
W Polsce stwierdzono 4 gatunki:
- Trox hispidus
- Trox perlatus
- Trox sabulosus
- Trox scaber

### Nakwiatkowate(Anthicidae)
W Belgii stwierdzono co najmniej 12 gatunków:
- Anthicus antherinus
- Anthicus bimaculatus
- Anthicus flavipes – nakwiatek żółtonogi
- Anthicus luteicornis
- Cordicomus instabilis
- Cordicomus sellatus
- Cyclodinus constrictus
- Hirticomus hispidus
- Notoxus monoceros – gliczyca jednorożec
- Omonadus floralis
- Omonadus formicarius
- Stricticomus tobias

### Obumierkowate(Monotomidae)
W Belgii stwierdzono co najmniej 22 gatunki:

- Cyanostolus aeneus
- Monotoma angusticollis
- Monotoma bicolor
- Monotoma brevicollis
- Monotoma conicicollis
- Monotoma longicollis
- Monotoma picipes
- Monotoma quadricollis
- Monotoma quadrifoveolata
- Monotoma spinicollis
- Monotoma testacea
- Rhizophagus bipustulatus
- Rhizophagus cribratus
- Rhizophagus depressus
- Rhizophagus dispar
- Rhizophagus ferrugineus
- Rhizophagus grandis
- Rhizophagus nitidulus
- Rhizophagus parallelocollis
- Rhizophagus parvulus
- Rhizophagus perforatus
- Rhizophagus picipes

### Ogniczkowate(Pyrochroidae)
W Belgii stwierdzono 3 gatunki:
- Pyrochroa coccinea – ogniczek większy
- Pyrochroa serraticornis – ogniczek piłkoczułki
- Schizotus pectinicornis

### Oleicowate(Meloidae)
W Belgii stwierdzono co najmniej 9 gatunków:
- Cerocoma schaefferi
- Lytta vesicatoria – pryszczel lekarski
- Meloe autumnalis
- Meloe brevicollis
- Meloe proscarabaeus – oleica krówka
- Meloe rugosus
- Meloe violaceus – oleica fioletowa
- Sitaris muralis

### Omarlicowate(Silphidae)
W Belgii stwierdzono co najmniej 21 gatunków:

- Ablattaria laevigata
- Aclypea opaca – omarliniec włochaty
- Aclypea undata
- Dendroxena quadrimaculata – omarlica czterokropkowa, nadrzewka czterokropkowa
- Necrodes littoralis – padliniec pospolity
- Nicrophorus fossor
- Nicrophorus germanicus – grabarz wielki
- Nicrophorus humator – grabarz czarny
- Nicrophorus investigator
- Nicrophorus sepultor
- Nicrophorus vespillo – grabarz pospolity
- Nicrophorus vespilloides – grabarz żółtoczarny
- Nicrophorus vestigator
- Oiceoptoma thoracicum – ścierwiec
- Phosphuga atrata – zaciemka czarna
- Silpha carinata – omarlica wielka
- Silpha obscura – omarlica ciemna
- Silpha tristis – omarlica smutna
- Thanatophilus dispar
- Thanatophilus rugosus
- Thanatophilus sinuatus – pościerwka pospolita

### Omomiłkowate(Cantharidae)
W Belgii stwierdzono co najmniej 51 gatunków.

### Orsodacnidae
W Belgii stwierdzono:
- Orsodacne cerasi – przemianka tarninówka

### Osuszkowate(Elmidae)
W Belgii stwierdzono co najmniej 20 gatunków.

### Otrupkowate(Byrrhidae)
W Belgii stwierdzono co najmniej 15 gatunków:
- Byrrhus arietinus
- Byrrhus fasciatus – otrupek prążkowany
- Byrrhus glabratus
- Byrrhus pilula – otrupek włochaty
- Byrrhus pustulatus
- Chaetophora spinosa
- Curimopsis nigrita
- Curimopsis paleata
- Curimopsis setosa
- Cytilus auricomus
- Cytilus sericeus
- Lamprobyrrhulus nitidus
- Morychus aeneus
- Porcinolus murinus
- Simplocaria semistriata

### Pawężnikowate(Trogossitidae)
W Belgii stwierdzono:
- Nemosoma elongatum
- Tenebroides mauritanicus

### Pędrusiowate(Apionidae)
W Belgii stwierdzono co najmniej 89 gatunków.

### Phloiophilidae
W Belgii stwierdzono 1 gatunek:
- Phloiophilus edwardsii

### Piórkoskrzydłe(Ptiliidae)
W Belgii stwierdzono co najmniej 45 gatunków.

### Pleszakowate(Phalacridae)
W Belgii stwierdzono co najmniej 19 gatunków:

- Olibrus aeneus
- Olibrus affinis
- Olibrus baudueri
- Olibrus bicolor
- Olibrus corticalis
- Olibrus flavicornis
- Olibrus liquidus
- Olibrus millefolii
- Olibrus norvegicus
- Olibrus pygmaeus
- Phalacrus caricis
- Phalacrus championi
- Phalacrus coruscus
- Phalacrus fimetarius
- Phalacrus grossus
- Phalacrus substriatus
- Stilbus atomarius
- Stilbus oblongus
- Stilbus testaceus

### Podryjowate(Attelabidae)
W Belgii stwierdzono 2 gatunki:
- Apoderus coryli – oszynda leszczynowiec
- Attelabus nitens – podryj dębowiec

### Podrywkowate(Throscidae)
W Belgii stwierdzono co najmniej 5 gatunków:
- Aulonothroscus brevicollis
- Trixagus carinifrons
- Trixagus dermestoides
- Trixagus elateroides
- Trixagus obtusus

### Popielichowate(Dascillidae)
W Belgii stwierdzono 1 gatunek:
- Dascillus cervinus – popielicha torfowa

### Poświętnikowate(Scarabaeidae)
W Belgii stwierdzono co najmniej 87 gatunków:

- Aegialia arenaria
- Aegialia rufa
- Amphimallon ochraceum
- Amphimallon ruficorne
- Amphimallon solstitiale – guniak czerwczyk
- Anisoplia agricola
- Anomala dubia – listnik zmiennobarwny
- Aphodius arenarius
- Aphodius ater
- Aphodius borealis
- Aphodius brevis
- Aphodius coenosus
- Aphodius conspurcatus
- Aphodius consputus
- Aphodius contaminatus
- Aphodius corvinus
- Aphodius depressus
- Aphodius distinctus
- Aphodius erraticus
- Aphodius fasciatus
- Aphodius fimetarius
- Aphodius foetens
- Aphodius foetidus
- Aphodius fossor
- Aphodius granarius
- Aphodius haemorrhoidalis
- Aphodius ictericus
- Aphodius lividus
- Aphodius luridus
- Aphodius maculatus
- Aphodius merdarius
- Aphodius niger
- Aphodius obliteratus
- Aphodius paykulli
- Aphodius pictus
- Aphodius plagiatus
- Aphodius porcus
- Aphodius prodromus
- Aphodius pubescens
- Aphodius pusillus
- Aphodius quadrimaculatus
- Aphodius rufipes
- Aphodius rufus
- Aphodius satellitius
- Aphodius scrofa
- Aphodius sordidus
- Aphodius sphacelatus
- Aphodius sticticus
- Aphodius subterraneus
- Aphodius tomentosus
- Aphodius zenkeri
- Cetonia aurata – kruszczyca złotawka
- Chaetopteroplia segetum
- Copris lunaris – krowieńczak księżycoróg
- Diastictus vulneratus
- Euheptaulacus sus
- Gnorimus nobilis – zacnik zdobny, zacnik zielony
- Gnorimus variabilis – zacnik czarny
- Heptaulacus testudinarius
- Hoplia graminicola – kopyciak natrawny
- Hoplia philanthus
- Maladera holosericea
- Melolontha hippocastani – chrabąszcz kasztanowy
- Melolontha melolontha – chrabąszcz majowy
- Onthophagus coenobita
- Onthophagus fracticornis – zatrawiec brązowawy
- Onthophagus nuchicornis
- Onthophagus ovatus
- Onthophagus similis
- Onthophagus taurus
- Onthophagus vacca
- Oryctes nasicornis – rohatyniec nosorożec
- Osmoderma eremita
- Oxyomus sylvestris
- Oxythyrea funesta – łanocha pobrzęcz
- Phyllopertha horticola – ogrodnica niszczylistka
- Polyphylla fullo – wałkarz lipczyk
- Protaetia fieberi
- Protaetia marmorata – wepa marmurkowata
- Protaetia metallica – kwietnica różówka
- Psammodius asper
- Rhizotrogus aestivus
- Rhyssemus germanus
- Serica brunnea – jedwabek brunatny
- Trichius fasciatus – orszoł prążkowany
- Trichius gallicus – orszoł paskowany
- Valgus hemipterus – krzywonóg półskrzydlak, koślawka

### Przekraskowate(Cleridae)
W Belgii stwierdzono co najmniej 12 gatunków.

- Allonyx quadrimaculatus
- Korynetes caeruleus – natrupek niebieski
- Necrobia ruficollis – naścierwek rudoszyi
- Necrobia rufipes – naścierwek rudonogi
- Necrobia violacea – naścierwek niebieski
- Opilo domesticus – pasterek domowy
- Opilo mollis – pasterek żwawy
- Thanasimus femoralis – przekrasek krasaneczka
- Thanasimus formicarius – przekrasek mróweczka
- Tillus elongatus – dłużeń skubacz
- Trichodes alvearius – barciel kosmatek
- Trichodes apiarius – barciel pszczołowiec

### Psephenidae
W Belgii stwierdzono 1 gatunek:
- Eubria palustris

### Rozgniotkowate(Omalisidae)
W Belgii stwierdzono 1 gatunek:
- Omalisus fontisbellaquaei

### Rozmiazgowate(Pythidae)
W Belgii stwierdzono 1 gatunek:
- Pytho depressus

### Różnorożkowate(Heteroceridae)
W Belgii stwierdzono co najmniej 10 gatunków:
- Heterocerus crinitus
- Heterocerus fenestratus
- Heterocerus flexuosus
- Heterocerus fossor
- Heterocerus fusculus
- Heterocerus hispidulus
- Heterocerus intermedius
- Heterocerus marginatus
- Heterocerus maritimus
- Heterocerus obsoletus

### Ryjkowcowate(Curculionidae)
W Belgii stwierdzono ponad 500 gatunków.

### Ryjoszowate(Nemonychidae)
W Belgii stwierdzono 2 gatunki:
- Cimberis attelaboides
- Doydirhynchus austriacus

### Schylikowate(Mordellidae)
W Belgii stwierdzono co najmniej 24 gatunki:

- Curtimorda maculosa
- Mordella brachyura
- Mordella holomelaena
- Mordellistena acuticollis
- Mordellistena brevicauda
- Mordellistena falsoparvula
- Mordellistena ferruginipes
- Mordellistena fuscogemellata
- Mordellistena hollandica
- Mordellistena micantoides
- Mordellistena nanuloides
- Mordellistena neuwaldeggiana
- Mordellistena parvula
- Mordellistena pentas
- Mordellistena pseudopumila
- Mordellistena pumila
- Mordellistena purpureonigrans
- Mordellistena pygmaeola
- Mordellistena variegata
- Mordellistena weisei
- Mordellistenula perrisi
- Mordellochroa abdominalis
- Tomoxia bucephala
- Variimorda villosa

### Scraptiidae
W Belgii stwierdzono co najmniej 15 gatunków:
- Anaspis bohemica
- Anaspis brunnipes
- Anaspis costai
- Anaspis flava
- Anaspis frontalis
- Anaspis garneysi
- Anaspis humeralis
- Anaspis lurida
- Anaspis maculata
- Anaspis pulicaria
- Anaspis regimbarti
- Anaspis rufilabris
- Anaspis thoracica
- Anaspis varians
- Scraptia fuscula

### Skałubnikowate(Nosodendridae)
W Belgii stwierdzono 1 gatunek:
- Nosodendron fasciculare – skałubnik

### Skórnikowate(Dermestidae)
W Belgii stwierdzono co najmniej 23 gatunki:

- Anthrenocerus australis
- Anthrenus fuscus
- Anthrenus museorum – mrzyk muzealny
- Anthrenus pimpinellae
- 'Anthrenus scrophulariae – mrzyk krostowiec
- 'Anthrenus verbasci – mrzyk dziewannowiec
- Attagenus pellio – szubak dwukropek
- Attagenus unicolor
- Ctesias serra
- Dermestes ater
- Dermestes bicolor
- Dermestes frischii
- Dermestes laniarius
- Dermestes lardarius – skórnik słoniniec
- Dermestes maculatus
- Dermestes murinus – skórnik myszatek
- Dermestes undulatus
- Globicornis marginata
- Megatoma undata
- Trinodes hirtus
- Trogoderma angustum
- Trogoderma glabrum
- Trogoderma versicolor

### Spercheidae
W Belgii stwierdzono 1 gatunek:
- Spercheus emarginatus

### Sprężykowate(Elateridae)
W Belgii stwierdzono co najmniej 73 gatunki.

### Sphaeritidae
W Belgii stwierdzono 1 gatunek:
- Sphaerites glabratus

### Sphindidae
W Belgii stwierdzono 2 gatunki:
- Aspidiphorus orbiculatus
- Sphindus dubius

### Spichrzelowate(Silvanidae)
W Belgii stwierdzono co najmniej 7 gatunków:
- Ahasverus advena
- Oryzaephilus surinamensis – spichrzel surynamski
- Psammoecus bipunctatus
- Silvanoprus fagi
- Silvanus bidentatus
- Silvanus unidentatus
- Uleiota planata – zdłabek

### Stonkowate(Chrysomelidae)
W Belgii stwierdzono ponad 300 gatunków, w tym:

#### Chrysomelinae
- Chrysolina americana
- Chrysolina analis
- Chrysolina bankii
- Chrysolina brunsvicensis
- Chrysolina cerealis
- Chrysolina coerulans – złotka miętowa
- Chrysolina fastuosa – złotka jasnotowa
- Chrysolina fuliginosa
- Chrysolina geminata
- Chrysolina graminis – złotka tęczowa
- Chrysolina haemoptera
- Chrysolina hyperici
- Chrysolina herbacea – złotka miętówka
- Chrysolina kuesteri
- Chrysolina limbata
- Chrysolina marginata
- Chrysolina oricalcia
- Chrysolina polita
- Chrysolina quadrigemina
- Chrysolina sanguinolenta – złotka lnicowa
- Chrysolina staphylaea – złotka nadwodna
- Chrysolina sturmi
- Chrysolina varians – złotka dziurawcówka
- Chrysomela collaris – rynnica wierzbowa
- Chrysomela cuprea – rynnica miedzista
- Chrysomela lapponica – rynnica lapońska
- Chrysomela populi – rynnica topolowa
- Chrysomela tremula – rynnica osikowa
- Chrysomela vigintipunctata – rynnica dwudziestokropkowa
- Colaphus sophiae
- Gastrophysa polygoni – kałudnica rdestówka
- Gastrophysa viridula – kałudnica zielona
- Gonioctena decemnotata – szubarga rudonoga
- Gonioctena linnaeana
- Gonioctena olivacea
- Gonioctena pallida
- Gonioctena quinquepunctata – szubarga pięciokropka
- Gonioctena viminalis – szubarga dziesięciokropka
- Hydrothassa glabra
- Hydrothassa hannoveriana
- Hydrothassa marginella
- Leptinotarsa decemlineata – stonka ziemniaczana
- Neophaedon pyritosa
- Phaedon armoraciae
- Phaedon cochleariae
- Phaedon concinnus
- Phaedon laevigatus
- Phratora atrovirens
- Phratora laticollis – jątrewka długoczułka
- Phratora tibialis
- Phratora vitellinae – jątrewka wiklinówka
- Phratora vulgatissima – jątrewka zielona
- Plagiodera versicolora – wprzeczka różnobarwna
- Plagiosterna aenea – rynnica olszowa
- Prasocuris junci
- Prasocuris phellandrii
- Timarcha goettingensis
- Timarcha metallica
- Timarcha tenebricosa
- Zygogramma piceicollis

#### Criocerinae
- Crioceris asparagi – poskrzypka szparagowa
- Crioceris duodecimpunctata – poskrzypka dwunastokropkowa
- Lema cyanella
- Lilioceris lilii – poskrzypka liliowa
- Lilioceris merdigera
- Oulema duftschmidi
- Oulema erichsonii
- Oulema gallaeciana – skrzypionka błękitka
- Oulema melanopus – skrzypionka zbożowa
- Oulema rufocyanea
- Oulema septentrionis

#### Cryptocephalinae
- Clytra laeviuscula – moszenica wierzbówka
- Clytra quadripunctata – moszenica czterokropka
- Cryptocephalus aureolus
- Cryptocephalus biguttatus
- Cryptocephalus bilineatus – zmróżka złocieniowa
- Cryptocephalus bipunctatus
- Cryptocephalus coerulescens
- Cryptocephalus coryli – zmróżka leszczynowa
- Cryptocephalus decemmaculatus
- Cryptocephalus flavipes
- Cryptocephalus fulvus – zmróżka żółtawa
- Cryptocephalus hypochaeridis
- Cryptocephalus labiatus
- Cryptocephalus macellus
- Cryptocephalus marginatus
- Cryptocephalus moraei – zmróżka dziurawcówka
- Cryptocephalus nitidus
- Cryptocephalus ocellatus
- Cryptocephalus ochroleucus
- Cryptocephalus octomaculatus
- Cryptocephalus octopunctatus – zmróżka ośmioplamka
- Cryptocephalus pallifrons
- Cryptocephalus parvulus
- Cryptocephalus pini – zmróżka sosnowa
- Cryptocephalus punctiger
- Cryptocephalus pusillus
- Cryptocephalus pygmaeus
- Cryptocephalus rufipes
- Cryptocephalus saliceti
- Cryptocephalus schaefferi
- Cryptocephalus sericeus – zmróżka złotawa
- Cryptocephalus sexpunctatus – zmróżka sześcioplamka
- Cryptocephalus vittatus
- Labidostomis humeralis
- Labidostomis longimana
- Labidostomis tridentata
- Pachybrachis fimbriolatus
- Pachybrachis hieroglyphicus – uwalec wierzbowiec
- Smaragdina affinis
- Smaragdina aurita
- Smaragdina flavicollis
- Smaragdina salicina

#### Donacinae
- Donacia antiqua
- Donacia aquatica
- Donacia bicolora
- Donacia brevicornis – rzęsielnica turzycówka
- Donacia cinerea – rzęsielnica pałkówka
- Donacia clavipes
- Donacia crassipes – rzęsielnica grzybieniówka
- Donacia dentata
- Donacia impressa
- Donacia marginata
- Donacia obscura
- Donacia reticulata
- Donacia semicuprea – rzęsielnica mannówka
- Donacia simplex
- Donacia sparganii
- Donacia thalassina
- Donacia tomentosa
- Donacia versicolorea – rzęsielnica rdestówka
- Donacia vulgaris
- Macroplea appendiculata – jeziornica rdestnicowa
- Macroplea mutica – jeziornica rupiowa
- Plateumaris affinis
- Plateumaris braccata
- Plateumaris consimilis – błotnica turzycówka
- Plateumaris discolor
- Plateumaris rustica
- Plateumaris sericea – błotnica kosaćcówka

#### Eumolpinae
- Bromius obscurus – nagryzek ciemny
- Pachnephorus pilosus

#### Galerucinae
- Agelastica alni – hurmak olchowiec
- Calomicrus circumfusus
- Calomicrus pinicola
- Diabrotica virgifera – stonka kukurydziana
- Galeruca pomonae – rozdestnica chabrówka
- Galeruca tanaceti – rozdestnica wrotyczówka
- Galerucella aquatica
- Galerucella calmariensis
- Galerucella grisescens
- Galerucella lineola – szarynka wiklinówka
- Galerucella nymphaeae – szarynka grzybieniówka
- Galerucella pusilla
- Galerucella tenella' – szarynka poziomówka
- Lochmaea caprae – naliścica wierzbowa
- Lochmaea crataegi – naliścica głogowianka
- Lochmaea suturalis – naliścica wrzosowianka
- Luperus flavipes
- Luperus longicornis
- Luperus luperus
- Phyllobrotica quadrimaculata – liściowiertka czwórplamka
- Pyrrhalta viburni – szarynka kalinówka
- Sermylassa halensis
- Xanthogaleruca luteola

#### Lamprosomatinae
- Oomorphus concolor

#### Pchełki ziemne(Alticinae)
- Altica aenescens
- Altica brevicollis – susówka leszczynowa
- Altica carinthiaca
- Altica ericeti
- Altica helianthemi
- Altica longicollis
- Altica lythri
- Altica oleracea – susówka rdestowa
- Altica palustris
- Altica quercetorum – susówka dębówka
- Aphthona atrocaerulea
- Aphthona atrovirens
- Aphthona cyparissiae
- Aphthona euphorbiae
- Aphthona lutescens
- Aphthona nonstriata
- Aphthona pygmaea
- Aphthona venustula
- Aphthona violacea
- Apteropeda globosa
- Apteropeda orbiculata
- Batophila rubi
- Chaetocnema aerosa
- Chaetocnema arida
- Chaetocnema aridula
- Chaetocnema concinna – pchełka burakowa
- Chaetocnema confusa
- Chaetocnema hortensis
- Chaetocnema laevicollis
- Chaetocnema mannerheimii
- Chaetocnema sahlbergii
- Chaetocnema subcoerulea
- Crepidodera aurata
- Crepidodera aurea – łozówka wierzbowa
- Crepidodera fulvicornis
- Crepidodera nitidula
- Crepidodera plutus
- Derocrepis rufipes
- Dibolia cynoglossi
- Dibolia occultans
- Epitrix atropae
- Epitrix pubescens
- Hermaeophaga mercurialis
- Hippuriphila modeeri
- Longitarsus aeruginosus
- Longitarsus agilis
- Longitarsus anchusae – długostopka farbownikowa
- Longitarsus atricillus
- Longitarsus ballotae
- Longitarsus brunneus
- Longitarsus curtus
- Longitarsus dorsalis
- Longitarsus exsoletus – długostopka żmijowcowa
- Longitarsus ferrugineus
- Longitarsus fulgens
- Longitarsus fuscoaeneus
- Longitarsus ganglbaueri
- Longitarsus holsaticus
- Longitarsus jacobaeae
- Longitarsus kutscherai
- Longitarsus luridus
- Longitarsus lycopi
- Longitarsus melanocephalus
- Longitarsus membranaceus
- Longitarsus nasturtii
- Longitarsus niger
- Longitarsus nigerrimus
- Longitarsus nigrofasciatus
- Longitarsus obliteratus
- Longitarsus ochroleucus
- Longitarsus parvulus
- Longitarsus pellucidus
- Longitarsus plantagomaritimus
- Longitarsus pratensis
- Longitarsus reichei
- Longitarsus rubiginosus
- Longitarsus rutilus
- Longitarsus succineus
- Longitarsus suturellus
- Longitarsus symphyti
- Longitarsus tabidus – długostopka dziewannówka
- Lythraria salicariae
- Mantura chrysanthemi
- Mantura obtusata
- Mantura rustica
- Mniophila muscorum
- Neocrepidodera ferruginea
- Neocrepidodera motschulskii
- Neocrepidodera transversa
- Ochrosis ventralis
- Phyllotreta armoraciae – pchełka chrzanowa
- Phyllotreta astrachanica
- Phyllotreta atra – pchełka czarna
- Phyllotreta consobrina
- Phyllotreta crassicornis
- Phyllotreta cruciferae
- Phyllotreta diademata
- Phyllotreta dilatata
- Phyllotreta exclamationis
- Phyllotreta flexuosa
- Phyllotreta nemorum – pchełka smużkowana
- Phyllotreta nigripes – pchełka czarnonoga
- Phyllotreta nodicornis
- Phyllotreta ochripes
- Phyllotreta punctulata
- Phyllotreta striolata
- Phyllotreta tetrastigma
- Phyllotreta undulata – pchełka falistosmuga
- Phyllotreta vittula – pchełka zbożowa
- Podagrica fuscicornis
- Podagrica fuscipes
- Psylliodes affinis
- Psylliodes attenuata – pchełka chmielowa
- Psylliodes chalcomera
- Psylliodes chrysocephala – pchełka rzepakowa
- Psylliodes cucullata
- Psylliodes cuprea
- Psylliodes dulcamare
- Psylliodes hyoscyami
- Psylliodes isatidis
- Psylliodes laticollis
- Psylliodes luteola
- Psylliodes marcida
- Psylliodes napi
- Psylliodes picina
- Sphaeroderma rubidum – ostówka czerwona
- Sphaeroderma testaceum

#### Strąkowcowate(Bruchinae)
- Acanthoscelides obtectus – strąkowiec fasolowy
- Bruchidius unicolor
- Bruchidius varius
- Bruchidius villosus
- Bruchus affinis – strąkowiec hiszpański
- Bruchus atomarius – strąkowiec bobikowy
- Bruchus loti
- Bruchus luteicornis
- Bruchus pisorum – strąkowiec grochowy
- Bruchus rufimanus – strąkowiec bobowy
- Spermophagus calystegiae
- Spermophagus sericeus

#### Tarczykowate(Cassidinae)
- Cassida denticollis
- Cassida flaveola – tarczyk żółtawy
- Cassida hemisphaerica
- Cassida margaritacea
- Cassida murraea – tarczyk omanowy
- Cassida nebulosa – tarczyk mgławy
- Cassida nobilis – tarczyk złotosmugi
- Cassida prasina
- Cassida rubiginosa – tarczyk ostowy
- Cassida rufovirens
- Cassida sanguinolenta
- Cassida sanguinosa
- Cassida seladonia
- Cassida stigmatica – tarczyk naznaczony
- Cassida vibex – tarczyk łopianowy
- Cassida viridis – tarczyk zielony
- Cassida vittata – tarczyk komosowy
- Hispa atra – ociernica
- Hypocassida subferruginea – tarczyk powojowy

### Ścierowate(Mycetophagidae)
W Belgii stwierdzono co najmniej 9 gatunków:
- Litargus connexus
- Mycetophagus atomarius – ścier grzybojad
- Mycetophagus multipunctatus
- Mycetophagus piceus
- Mycetophagus populi
- Mycetophagus quadriguttatus
- Mycetophagus quadripustulatus – ścier czterokropek
- Triphyllus bicolor
- Typhaea stercorea

### Ślimacznikowate(Drilidae)
W Belgii stwierdzono 2 gatunki:
- Drilus concolor
- Drilus flavescens

### Śniadkowate(Melandryidae)
W Belgii stwierdzono co najmniej 12 gatunków:
- Abdera affinis
- Abdera flexuosa
- Anisoxya fuscula
- Conopalpus testaceus
- Hallomenus binotatus
- Hypulus quercinus
- Melandrya caraboides
- Orchesia micans
- Orchesia minor
- Orchesia undulata
- Phloiotrya rufipes
- Phloiotrya vaudoueri

### Świetlikowate(Lampyridae)
W Belgii stwierdzono 3 gatunki:
- Lamprohiza splendidula – iskrzyk
- Lampyris noctiluca – świetlik świętojański
- Phosphaenus hemipterus – świeciuch

### Tetratomidae
W Belgii stwierdzono 3 gatunki:
- Tetratoma ancora
- Tetratoma desmaresti
- Tetratoma fungorum

### Trąbiki(Salpingidae)
W Belgii stwierdzono:
- Aglenus brunneus
- Lissodema cursor
- Lissodema denticolle
- Rabocerus gabrieli
- Salpingus planirostris
- Salpingus ruficollis – nosacz ryjkowcowaty
- Sphaeriestes ater
- Sphaeriestes castaneus
- Sphaeriestes reyi
- Vincenzellus ruficollis

### Tutkarzowate(Rhynchitidae)
W Belgii stwierdzono co najmniej 20 gatunków:

- Byctiscus betulae – tutkarz cygarowiec
- Byctiscus populi – tutkarz topolowiec
- Caenorhinus aeneovirens
- Deporaus betulae – tutkarz brzozowiec
- Deporaus mannerheimii
- Deporaus tristis
- Involvulus caeruleus
- Involvulus cupreus
- Lasiorhynchites cavifrons
- Lasiorhynchites olivaceus
- Lasiorhynchites sericeus
- Neocoenorrhinus germanicus
- Neocoenorrhinus interpunctatus
- Neocoenorrhinus pauxillus
- Rhynchites auratus – tutkarz złociak
- Rhynchites bacchus – tutkarz bachusek
- Tatianaerhynchites aequatus – tutkarz lalkowiec
- Temnocerus longiceps
- Temnocerus nanus
- Temnocerus tomentosus

### Wachlarzykowate(Ripiphoridae)
W Belgii stwierdzono 2 gatunki:
- Metoecus paradoxus – sąsiad dziwaczek
- Ripidius pectinicornis

### Wygłodkowate(Endomychidae)
W Belgii stwierdzono co najmniej 9 gatunków:
- Endomychus coccineus – wygłodek biedronkowaty
- Holoparamecus kunzei
- Holoparamecus ragusae
- Holoparamecus singularis
- Lycoperdina bovistae
- Lycoperdina succincta
- Mycetina cruciata – niepokazek
- Symbiotes gibberosus
- Symbiotes latus

### Wymiecinkowate(Latridiidae)
W Belgii stwierdzono co najmniej 46 gatunków.

### Wyślizgowate(Scirtidae)
W Belgii stwierdzono co najmniej 16 gatunków:
- Cyphon coarctatus
- Cyphon hilaris
- Cyphon laevipennis
- Cyphon ochraceus
- Cyphon padi
- Cyphon palustris
- Cyphon pubescens
- Cyphon ruficeps
- Cyphon variabilis
- Elodes marginata
- Elodes minuta – wyślizg drobny
- Elodes pseudominuta
- Hydrocyphon deflexicollis
- Microcara testacea
- Prionocyphon serricornis
- Scirtes hemisphaericus
- Scirtes orbicularis

### Zadrzewkowate(Erotylidae)
W Belgii stwierdzono co najmniej 5 gatunków:
- Combocerus glaber
- Dacne bipustulata
- Dacne rufifrons
- Triplax russica
- Tritoma bipustulata

### Zalęszczycowate(Oedemeridae)
W Belgii stwierdzono co najmniej 11 gatunków:
- Anogcodes ustulatus
- Chrysanthia nigricornis
- Ischnomera caerulea
- Nacerdes melanura
- Oedemera croceicollis
- Oedemera femorata
- Oedemera flavipes – zalęszczyca kózkowata
- Oedemera lurida
- Oedemera nobilis
- Oedemera podagrariae – zalęszczyca żółtawa
- Oedemera virescens

### Zatęchlakowate(Cryptophagidae)
W Belgii stwierdzono co najmniej 88 gatunków.